# Juanicó
Juanicó est une petite ville industrielle de l'Uruguay située dans le département de Canelones  faisant partie de l'Aire métropolitaine de Montevideo. Sa population est de 1 305 habitants.

## Histoire
La ville fut fondée en 1830.

## Population
Sa population est de 1 305 habitants environ (2011).
| Année | Population |
| ----- | ---------- |
| 1963  | 550        |
| 1975  | 662        |
| 1985  | 664        |
| 1996  | 662        |
| 2004  | 1 256      |
| 2011  | 1 305      |

Référence,: